# والتر هادلستون
والتر هادلستون (به انگلیسی: Walter Huddleston) سناتور سابق عضو حزب دموکرات ایالات متحده آمریکا بود. وی در سال ۱۹۷۳ تا ۱۹۸۵ میلادی سناتور ایالت کنتاکی در سنای ایالات متحده آمریکا بود.